# Giovanni Petrucci (giurista)
Giovanni Petrucci, detto anche Giovanni Montesperelli (Montesperello, 1390 – Perugia, 1464), è stato un giurista italiano.

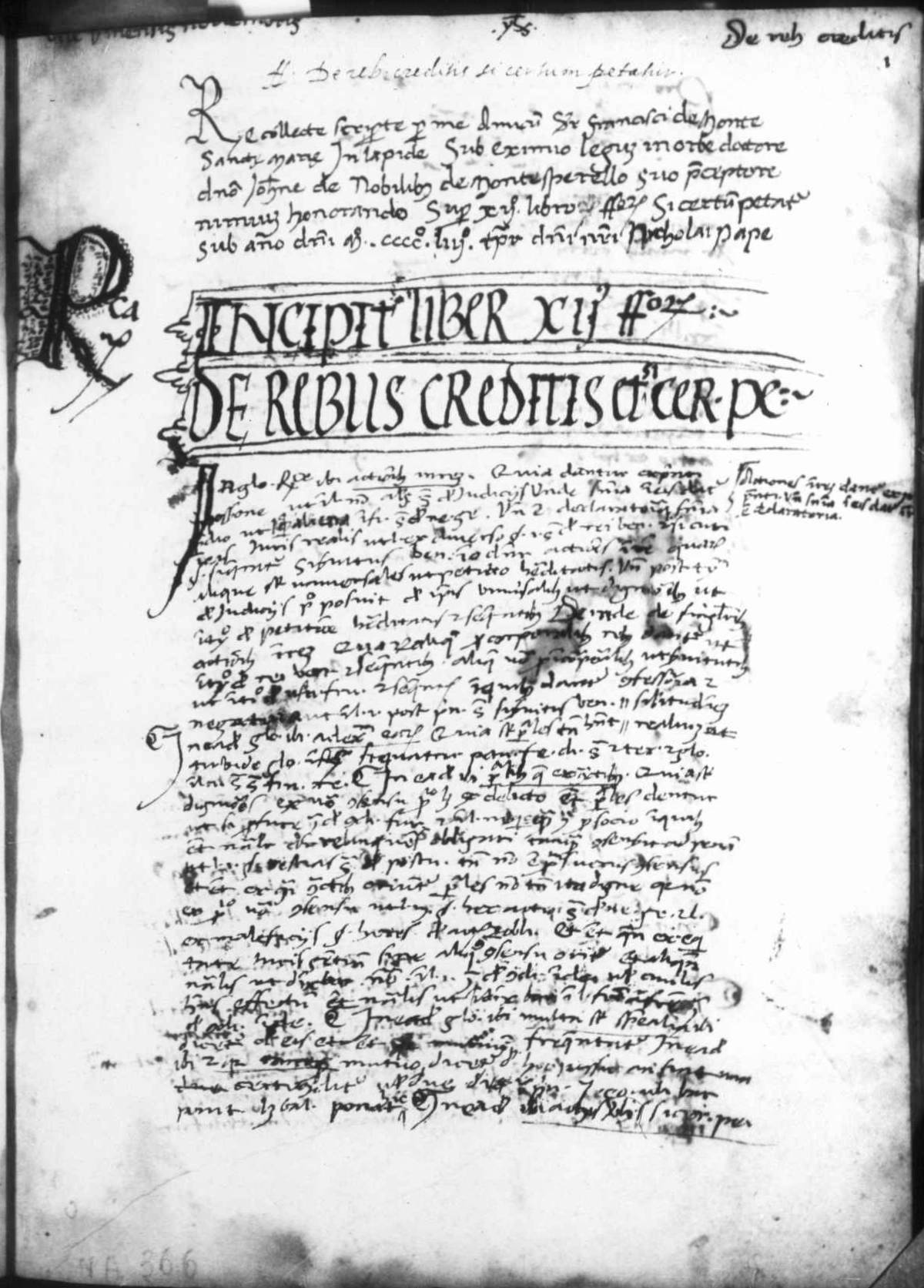
Lecturae, manoscritto, XV secolo. Firenze, Biblioteca Nazionale Centrale, Fondo Nuove Accessioni, N.A. 366.

Docente di diritto civile all'università di Perugia, fu maestro di Giovanni Battista Caccialupi, Ludovico Pontano e Francesco Bruni.

## Opere

### Manoscritti
- Lecturae, XV secolo, Firenze, Biblioteca Nazionale Centrale, Fondo Nuove Accessioni, N.A. 366.
- Lectura ab 14 novembre 1435, XV secolo, Ravenna, Istituzione Biblioteca Classense, Fondo Manoscritti, ms. 375.
- Lectura Infortiati ab 22 ottobre 1437, XV secolo, Ravenna, Istituzione Biblioteca Classense, Fondo Manoscritti, ms. 376.
- Lectura Codicis, C. 6, XV secolo, Wien, Österreichische Nationalbibliothek, Codices (Altbestand), Cod. 5081 (antea Jur. civ. 91),  ff. 1r-111v.